# Selce (gmina Lenart)
Selce – wieś w Słowenii, w gminie Lenart. W 2018 roku liczyła 358 mieszkańców.